# Niños Héroes, Tenosique
Niños Héroes är en ort i Mexiko.   Den ligger i kommunen Tenosique och delstaten Tabasco, i den sydöstra delen av landet, 900 km öster om huvudstaden Mexico City. Niños Héroes ligger 213 meter över havet och antalet invånare är 155.
Terrängen runt Niños Héroes är lite kuperad, och sluttar norrut. Runt Niños Héroes är det glesbefolkat, med 11 invånare per kvadratkilometer. Närmaste större samhälle är San Lorenzo, 10,5 km väster om Niños Héroes. I omgivningarna runt Niños Héroes växer i huvudsak städsegrön lövskog.